# Культурная диффузия
Культу́рная диффу́зия – это взаимное проникновение культурных форм, образцов материальной и духовной подсистем при их соприкосновении, где эти культурные элементы оказываются востребованными и где таковые заимствуются обществами, которые ранее подобными формами не владели. 
Культурное соприкосновение называется культурным контактом, который:
- может не оставить никакого следа в обеих культурах,

- может закончиться равным и сильным влиянием соприкасающихся культур друг на друг;

- может стать причиной одностороннего влияния одной культурной формы на другую.

Каналами диффузии служат миграция, туризм, деятельность миссионеров, торговля, война, научные конференции, торговые выставки и ярмарки, обмен студентами и специалистами и т.д..

## История феномена[2]
Исследователи, обратившие внимание на культурную диффузию, предположили, что то или иное явление культуры совершенно не обязательно должно было возникнуть в данном обществе в результате эволюции. Оно вполне могло быть заимствовано, воспринято им извне. Абсолютизация этого положения легла в основу особого направления в этнологической науке, которое получило название диффузионизм. 
Истоком диффузионизма стала антропогеографическая школа, идеи которой нашли своё отражение в трудах Ф. Ратцеля. Возникший в Германии диффузионизм был представлен школой «культурной морфологии» Ф. Г. Фробениуса, концепцией «культурных кругов» Ф. Гребнера и «культурно-исторической» школой В. Шмидта. В Англии диффузионистские идеи развивались в трудах У. Х. Риверса. 
Самые радикальные сторонники концепции культурной диффузии стремились свести всю историю человечества к контактам, столкновениям, заимствованиям и переносам культур. Понятие эволюции, культурного и общественного прогресса отвергалось. Процессам развития повсеместно предписывалась именно культурная диффузия, то есть пространственное перемещение различных явлений культуры. 
Особенно последовательным в этом отношении был Ф. Гребнер. Согласно его теории, каждое явление материальной или духовной культуры (лук и стрелы, свайное жилище, земледелие, культ духов умерших и черепов, лунная мифология и т.п.) возникло в истории лишь однажды и только в одном месте, а затем из этого центра распространилось по миру. 
Идеи диффузионизма получили  развитие в работах английских учёных Г. Эллиота-Смита и У. Дж. Перри, которые, в свою очередь, возвели до максимума степень влияния культурной диффузии на процесс общественного и цивилизационного развития и её роль в этих процессах. Основное внимание учёные уделяли непосредственно цивилизованным народам. Согласно их точке зрения, был только один мировой центр цивилизации — Египет, откуда созданная древними египтянами высокая культура распространилась по всему миру. Их концепцию часто характеризуют как гипердиффузионизм или панегиптизм.

## Классификация культурных диффузий
Распространение, или диффузия культурных инноваций по своему вектору принимает два направления — горизонтальное и вертикальное. 
Горизонтальное распространение наблюдается между несколькими этносами, равными по статусу группами или индивидами, поэтому его ещё можно называть межгрупповой культурной диффузией. 
Вертикальное распространение элементов культуры происходит между субъектами с неравным статусом, поэтому его также можно называть стратификационной культурной диффузией. 
Стратификационная диффузия выражается в двустороннем процессе:
•	средний и низший классы перенимают у высшего класса элементы высокой моды, престижного потребления, литературный язык и др.;
•	высший класс перенимает у нижестоящих страт формы более раскрепощённого поведения, упрощённой манеры в одежде  . 
Одежда, символизирующая статусные различия людей, в современном обществе превращается в сферу пересечения классов и сословий, в канал диффузии культурных ценностей из одной страты в другую. Среднему классу сегодня по карману купить модную одежду, которую прежде носили только представители высшего класса. В качестве примера исследователи приводят высококвалифицированных рабочих технических специальностей, в частности вовлечённых в процессы ремонта и обслуживания техники, деловым стилем одежды которых сегодня выступают костюмы и галстуки. Ранее подобный стиль одежды был характерен только для узкого круга представителей высшего, а затем и среднего класса .

## Фазы заимствования
1. Первичная фаза — фаза формирования инновации (Р. Диксон [5] ). Прежде всего, инновация (не обязательно только культурный элемент или комплекс) должна быть оценена внутри группы (племени, народа) изобретателя, для того чтобы закрепиться, сформироваться и распространиться внутри одного этноса или народа. Она будет диффундировать произвольно (random) внутри группы, этноса, народа изобретателя.
2. Вторичная фаза, или диффузия в узком смысле слова (Ф. Боас, У. Риверс, А. Крёбер, Ф. Гребнер, Л. Фробениус, Г. Ван Бульк, Ф. Ратцель, В. Шмидт, Р. Диксон). Посредством контактов между отдельными лицами или группами, принадлежащими разным этносам, инновация распространяется за пределы ареала её возникновения[6].
3. Третья фаза — фаза укоренения. (А. Крёбер, Р. Диксон, Ф. Гребнер, Ф. Ратцель). В случае, если народ-восприемник оценивает инновацию и будет нуждаться в ней, она укореняется.
4. Четвёртая фаза — фаза переосмысления (А. Крёбер, Р. Диксон). Укоренившись, инновация начнёт взаимодействие с культурой народа-восприемника и может образовать новое содержание.

Классики диффузионизма не разделяют фазы переосмысления и укоренения. Это связано с тем, что процесс диффузии изучается как линейное распространение элемента из центра его возникновения. При этом не рассматриваются «возвращения» или многоступенчатая передача с изменениями на каждой ступени.

## Критика
Ряд исследователей культур обращали внимание на надуманность термина «культурные круги». Резко критиковал именно такой вариант диффузионизма Б. Малиновский, отмечая, что культура при таком подходе к исследованию, по существу, представляет собой собрание мертвых вещей, не связанных друг с другом. 
В исследованиях диффузионистов встречается немало противоречий и даже ошибочных, с точки зрения исторических фактов, построений (наиболее часто в панегиптизме). 
Выделяя недостатки данной теории, в своё время С.А. Токарев отметил следующее: «Главный из них - принципиальный отрыв явлений культуры от их создателя - человека и народа, игнорирование общественного человека как творческой силы, а отсюда - либо чисто механическое понимание культуры как набора мертвых вещей, способных передвигаться в пространстве (Гребнер), либо представление о культуре как о некоем живом и самостоятельном организме, независимом от человека (Фробениус), либо идея об однократном возникновении всей культуры в одной точке и о последующем расселении её по земле (Эллиот-Смит, Перри). Как следствие этого основного порока - натянутость и полная бездоказательность конкретных построений диффузионистов».